# Stražnji goljenični mišić
Stražnji goljenični mišić (lat. musculus tibialis posterior) mišić je stražnje strane potkoljenice. Mišić inervira goljenični živac lat. nervus tibialis. 

## Polazište i hvatište
Mišić polazi s goljenične kosti (stražnje strane), međukoštane opne potkoljenice i s lisne kosti (unutarnje strane). Mišić se hvata tetivom za čunastu kost i manjim snopovima na klinaste kosti, kockastu kost i na kosti donožja (1., 2. i 3.).